# Список Героев Социалистического Труда (Брагазин — Бульбаха)
Эта страница является частью списка Героев Социалистического Труда и перечисляет в алфавитном порядке лиц, удостоенных звания Героя Социалистического Труда, чьи фамилии начинаются с буквы «Б», от Брагазин до Бульбаха.
- Список не включает дважды и трижды Героев Социалистического Труда, а также лиц, лишённых этого звания.
- Список содержит информацию о датах жизни, роде деятельности и дате присвоения звания Героя.
- Герои, удостоенные звания посмертно, выделены в списке  серым цветом .
- Герои, сменившие фамилию после присвоения звания, приводятся в списках дважды, при этом строка с новой фамилией выделяется  бежевым цветом  и не имеет номера.

## Список людей, фамилии которых начинаются с «Б»
| Навигационная таблица | Навигационная таблица   |
| --------------------- | ----------------------- |
| «Б»                   | Баба-Заде — Базилевский |
| «Б»                   | Баиров — Банцер         |
| «Б»                   | Барабанов — Баянов      |
| «Б»                   | Бгажноков — Бенидзе     |
| «Б»                   | Берг — Блюнская         |
| «Б»                   | Бобенко — Болюнова      |
| «Б»                   | Бондарев — Бояршинова   |
| «Б»                   | Брагазин — Бульбаха     |
| «Б»                   | Буматов — Бяшимова      |

| №          | Фамилия, имя, отчество              | Даты жизни              | Деятельность | Дата присвоения | ГС         |
| ---------- | ----------------------------------- | ----------------------- | --- | --------------- | ---------- |
| 1          | Брагазин Михаил Андреевич           | 1916 — 27.11.1986       | Первый секретарь Романовского райкома КПСС, Саратовская область | 20.11.1958      | [ ГС 1 ]   |
| 2          | Брагин Алексей Матвеевич            | 27.07.1927 — 05.07.1987 | Бригадир совхоза «Приишимский» Сергеевского района Северо-Казахстанской области | 19.02.1981      | [ ГС 2 ]   |
| 3          | Брагин Владимир Васильевич          | 01.07.1934 — 30.01.1995 | Слесарь завода «Севкавэлектроприбор» Министерства приборостроения, средств автоматизации и систем управления СССР, гор. Нальчик Кабардино-Балкарской АССР | 20.04.1971      | [ ГС 3 ]   |
| 4          | Брагин Константин Емельянович       | 1921 — 29.03.1993       | Бригадир предприятия Министерства монтажных и специальных строительных работ СССР | 29.08.1969      |            |
| 5          | Брагин Михаил Иванович              | 11.11.1929 — 1990       | Бригадир горнорабочих очистного забоя шахты «Тайбинская» комбината «Прокопьевскуголь» Министерства угольной промышленности СССР, Кемеровская область | 29.12.1973      | [ ГС 4 ]   |
| 6          | Брагин Фёдор Федосеевич             | 28.02.1925 — 15.02.2000 | Шофёр Сюрекского леспромхоза Министерства лесной и деревообрабатывающей промышленности СССР, Удмуртская АССР | 07.05.1971      | [ ГС 5 ]   |
| 7          | Брагин Яков Степанович              | 08.08.1926 — 20.09.2018 | Комбайнёр совхоза имени Карла Маркса Атбасарского района Целиноградской области | 19.04.1967      | [ ГС 6 ]   |
| 8          | Брагина Мария Ивановна              | 23.03.1902 — 30.03.1983 | Звеньевая колхоза имени Сталина Тихорецкого района Краснодарского края | 10.02.1949      | [ ГС 7 ]   |
| 9          | Бражник Василий Михайлович          | 1914 — ????             | Комбайнёр Чигиринской МТС Кировоградской области | 07.03.1952      |            |
| 10         | Брайнингер Иван Александрович       | 27.04.1930 — 08.10.1984 | Проходчик горных выработок шахты «Красная горнячка» треста «Копейскуголь» комбината «Челябинскуголь» Министерства угольной промышленности СССР, Челябинская область | 29.06.1966      | [ ГС 8 ]   |
| 11         | Брангале Лилия Фрицевна             | 02.06.1913 — 25.10.2001 | Доярка колхоза «Драудзиба» Екабпилсского района Латвийской ССР | 01.10.1965      | [ ГС 9 ]   |
| 12         | Брановский Роман Петрович           | 09.01.1922 — 16.03.1998 | Бригадир колхоза «Дружба» Радеховского района Львовской области | 23.06.1966      |            |
| 13         | Бранц Василий Павлович              | 1936 — 01.09.1989       | Бригадир слесарей-монтажников Первого Новокузнецкого монтажного управления треста «Сибметаллургмонтаж» Министерства монтажных и специальных строительных работ СССР, Кемеровская область                                                                                      | 17.07.1981      | [ ГС 10 ]  |
| 14         | Браславский Семён Борисович         | 1909—1972               | Старший зоотехник каракулеводческого совхоза «Равнина» Министерства внешней торговли СССР, Байрам-Алийский район Марыйской области | 15.09.1948      | [ ГС 11 ]  |
| 15         | Братко Михаил Ефимович              | 1917 — ????             | Председатель семеноводческого колхоза имени ОДПУ Черкасского района Киевской области | 11.04.1949      |            |
| 16         | Братко Нина Андреевна               | род. 28.04.1929         | Звеньевая семеноводческого колхоза «Червоний партизан» Черкасского района Киевской области | 03.07.1950      | [ ГС 12 ]  |
| 17         | Братков Валентин Николаевич         | 04.05.1937 — 26.01.2010 | Бригадир монтажников монтажно-строительного управления № 90 Министерства среднего машиностроения СССР, гор. Сосновый Бор, Ленинградская область | 18.03.1982      | [ ГС 13 ]  |
| 18         | Братков Николай Михайлович          | 29.10.1929 — 31.05.2002 | Бригадир экскаваторщиков машиностроительной конторы «Ставропольстрой» Министерства мелиорации и водного хозяйства РСФСР, гор. Черкесск Карачаево-Черкесской автономной области                                                                                                | 23.06.1966      | [ ГС 14 ]  |
| 19         | Братусёва Зинаида Емельяновна       | 1914 — ????             | Зоотехник-селекционер совхоза «Выпасной» Котельниковского района Волгоградской области | 22.03.1966      | [ ГС 15 ]  |
| 20         | Братусь Надежда Афанасьевна         | 1913 — ????             | Звеньевая колхоза «Згода» Перещепинского района Днепропетровской области | 06.06.1949      |            |
| 21         | Братута Александра Фирсовна         | 13.11.1909 — 25.09.1998 | Свинарка колхоза имени Шевченко Солонянского района Днепропетровской области | 26.02.1958      | [ ГС 16 ]  |
| 22         | Братченко Борис Фёдорович           | 09.10.1912 — 02.10.2004 | Министр угольной промышленности СССР, гор. Москва | 06.10.1982      | [ ГС 17 ]  |
| 23         | Братчиков Юрий Васильевич           | 19.03.1937 — 18.07.2019 | Фрезеровщик Харьковского авиационного завода Министерства авиационной промышленности СССР | 06.05.1983      | [ ГС 18 ]  |
| 24         | Братчикова Полина Филипповна        | 28.12.1926 — 12.06.2012 | Свинарка свиноводческого совхоза имени Калинина Министерства совхозов СССР, Артёмовский район Сталинской области | 24.09.1949      | [ ГС 19 ]  |
| 25         | Братчин Иван Петрович               | 02.02.1907 — 28.11.1992 | Начальник станции Клепаров Львовской железной дороги, Львовская область | 01.08.1959      | [ ГС 20 ]  |
| 26         | Братышев Иван Филиппович            | 1905 — ????             | Директор Фёдоровского совхоза Кустанайской области | 11.01.1957      | [ ГС 21 ]  |
| 27         | Браун Андрей Георгиевич             | 14.02.1937 — 04.06.2022 | Председатель Целиноградского областного Совета народных депутатов, первый секретарь Целиноградского обкома Компартии Казахстана | 06.08.1991      | [ ГС 22 ]  |
| 28         | Браунштейн Александр Евсеевич       | 26.05.1902 — 01.07.1986 | Руководитель лаборатории химических основ биологического катализа Института молекулярной биологии Академии наук СССР, академик АН СССР и Академии медицинских наук СССР | 06.06.1972      | [ ГС 23 ]  |
| 29         | Брахманова Мария Петровна           | 28.05.1926 — 24.12.2002 | Звеньевая колхоза «Заветы Ильича» Биробиджанского района Еврейской автономной области | 23.12.1976      | [ ГС 24 ]  |
| 30         | Брацлавская Мария Харитоновна       | род. 15.10.1936         | Доярка колхоза «Украина» Немировского района Винницкой области | 22.03.1966      | [ ГС 25 ]  |
| 31         | Брашкина Нина Игнатьевна            | род. 12.06.1939         | Доярка совхоза «Красногвардейский» Гатчинского района Ленинградской области | 06.09.1973      | [ ГС 26 ]  |
| 32         | Бревин Александр Михайлович         | 07.11.1920 — 18.01.2003 | Тракторист Заводоуковского леспромхоза Тюменской области | 05.10.1957      | [ ГС 27 ]  |
| 33         | Бревнов Герман Сергеевич            | 26.04.1931 — 04.05.2020 | Директор Горьковского машиностроительного завода Министерства оборонной промышленности СССР | 22.03.1982      | [ ГС 28 ]  |
| 34         | Брегвадзе Василий Архипович         | 1899 — ????             | Звеньевой колхоза имени Кирова Болнисского района Грузинской ССР | 03.07.1950      |            |
| 35         | Бредихина Антонина Романовна        | 23.02.1947 — 31.10.2017 | Аппаратчица Белгородского витаминного комбината имени 50-летия СССР Министерства медицинской и микробиологической промышленности СССР | 03.06.1986      | [ ГС 29 ]  |
| 36         | Бредов Михаил Яковлевич             | 21.09.1921 — 13.12.2001 | Председатель колхоза «Искра» Родниковского района Ивановской области | 13.03.1981      | [ ГС 30 ]  |
| 37         | Бреев Иван Петрович                 | 14.05.1912 — 07.06.1991 | Бригадир колхоза «Путь к коммунизму» Милославского района Рязанской области | 08.04.1971      | [ ГС 31 ]  |
| 38         | Брежнев Дмитрий Данилович           | 07.11.1905 — 04.04.1982 | Директор Всесоюзного научно-исследовательского института растениеводства имени Н. И. Вавилова, академик Всесоюзной академии сельскохозяйственных наук имени В. И. Ленина, гор. Ленинград                                                                                      | 05.11.1975      | [ ГС 32 ]  |
| 39         | Брежнев Леонид Ильич                | 19.12.1906 — 10.11.1982 | Председатель Президиума Верховного Совета СССР, член Президиума ЦК КПСС, гор. Москва | 17.06.1961      | [ ГС 33 ]  |
| 40         | Брезгунов Владимир Петрович         | 05.02.1929 — 02.12.1995 | Бригадир токарей-карусельщиков Уральского завода тяжёлого электротехнического машиностроения «Уралэлектротяжмаш» имени В. И. Ленина производственного объединения «Уралэлектротяжмаш» имени В. И. Ленина Министерства электротехнической промышленности СССР, гор. Свердловск | 10.06.1986      | [ ГС 34 ]  |
| 41         | Брезицкий Кондрат Иванович          | 1909—1989               | Комбайнёр МТС имени Сталина Министерства хлопководства СССР, Генический район Херсонской области | 21.05.1952      | [ ГС 35 ]  |
| 42         | Бреус Алексей Михайлович            | 1918 — ????             | Председатель колхоза имени Ленина Менского района Черниговской области | 23.04.1952      | [ ГС 36 ]  |
| 43         | Бреусов Пётр Михайлович             | 12.06.1938 — 02.02.2008 | Комбайнёр совхоза «Карасуский» Карасуского района Кустанайской области | 24.12.1976      | [ ГС 37 ]  |
| 44         | Брехов Константин Иванович          | 06.03.1907 — 24.08.1994 | Министр химического и нефтяного машиностроения СССР, гор. Москва | 05.03.1977      | [ ГС 38 ]  |
| 45         | Брехов Константин Степанович        | 26.01.1915 — 1973       | Машинист крана-трубоукладчика строительно-монтажного управления № 1 треста «Ленгазспецстрой» Министерства газовой промышленности СССР, гор. Ленинград | 30.03.1971      | [ ГС 39 ]  |
| 46         | Бреховских Леонид Максимович        | 06.05.1917 — 15.01.2005 | Руководитель отдела акустики океана Института океанологии имени П. П. Ширшова Академии наук СССР, академик АН СССР, гор. Москва | 05.05.1987      | [ ГС 40 ]  |
| 47         | Брехун Клавдия Александровна        | 05.06.1929 — 09.07.2018 | Звеньевая свеклосовхоза имени Карла Маркса Министерства пищевой промышленности СССР, Долинский район Кировоградской области | 12.09.1949      | [ ГС 41 ]  |
| 48         | Бриедис Алфред Андреевич            | 1902 — 05.09.1987       | Председатель колхоза «Циня» Цесисского района Латвийской ССР | 22.03.1966      | [ ГС 42 ]  |
| 49         | Бризицкий Дмитрий Михайлович        | 28.09.1934 — 13.07.2000 | Председатель колхоза имени XX съезда КПСС Городокского района Львовской области | 24.12.1976      | [ ГС 43 ]  |
| 50         | Бриккель Анатолий Яковлевич         | 1901—1961               | Старший агроном Алма-Атинского табаководческого совхоза Министерства пищевой промышленности СССР, Илийский район Алма-Атинской области | 06.05.1949      | [ ГС 44 ]  |
| 51         | Бримова Балым                       | 08.03.1923 — 21.06.2003 | Старший табунщик овцеводческого совхоза «Джурунский» Министерства совхозов СССР, Темирский район Актюбинской области | 03.12.1949      | [ ГС 45 ]  |
| 52         | Бричик Пётр Леонтьевич              | 15.07.1920 — 10.04.1996 | Машинист экскаватора строительно-монтажного управления № 5 треста «Союзпроводмеханизация» Министерства газовой промышленности СССР, Куйбышевская область | 14.10.1967      | [ ГС 46 ]  |
| 53         | Бриш Аркадий Адамович               | 14.05.1917 — 19.03.2016 | Главный конструктор Всесоюзного научно-исследовательского института автоматики имени Н. Л. Духова Министерства среднего машиностроения СССР, гор. Москва | 06.05.1983      | [ ГС 47 ]  |
| 54         | Бровка Пётр Устинович               | 25.06.1905 — 24.03.1980 | Писатель и поэт, академик Академии наук Белорусской ССР, гор. Минск | 03.10.1972      | [ ГС 48 ]  |
| 55         | Бровко Елена Кузьминична            | 10.05.1917 — 18.10.2000 | Звеньевая колхоза «Большевик» Ново-Санжарского района Полтавской области | 10.05.1948      | [ ГС 49 ]  |
| 56         | Бровко Павел Фёдорович              | 17.11.1896 — 28.06.1975 | Председатель колхоза «Большевик» Ново-Санжарского района Полтавской области | 10.05.1948      | [ ГС 50 ]  |
| 57         | Бродовский Пётр Александрович       | 22.07.1914 — 25.06.1970 | Первый секретарь Товарковского райкома КПСС, Тульская область | 27.12.1957      | [ ГС 51 ]  |
| 58         | Бродский Александр Ильич            | 19.06.1895 — 21.08.1969 | Директор Института физической химии имени Л. В. Писаржевского Академии наук Украинской ССР, академик АН УССР, гор. Киев | 13.03.1969      | [ ГС 52 ]  |
| 59         | Бродянко Максим Ефимович            | 20.01.1907 — 22.06.1983 | Бригадир колхоза имени Чкалова Ново-Московского района Днепропетровской области | 04.03.1949      | [ ГС 53 ]  |
| 60         | Бронников Павел Александрович       | 01.07.1914 — 02.02.1998 | Тракторист Зиминского леспромхоза Иркутской области | 05.10.1957      | [ ГС 54 ]  |
| 61         | Бронников Юрий Петрович             | 26.04.1937 — 08.07.2013 | Горнорабочий очистного забоя шахты «Северная» имени 50-летия СССР производственного объединения «Воркутауголь» Министерства угольной промышленности СССР, Коми АССР | 12.05.1977      | [ ГС 55 ]  |
| 62         | Брохович Борис Васильевич           | 22.04.1916 — 15.06.2004 | Главный инженер химического комбината «Маяк» Министерства среднего машиностроения СССР, Челябинская область | 29.07.1966      | [ ГС 56 ]  |
| 63         | Брукас Ионас Ионович                | 1907 — ????             | Председатель колхоза «Аушра» Каунасского района Литовской ССР | 22.03.1966      |            |
| 64         | Брунджадзе Васпия Ибраимовна        | 01.01.1932 — 2012       | Колхозница колхоза имени Берия Батумского района Аджарской АССР | 29.08.1949      | [ ГС 57 ]  |
| 65         | Брунов Анатолий Григорьевич         | 10.11.1905 — 18.10.1972 | Главный конструктор Опытно-конструкторского бюро № 155 Министерства авиационной промышленности СССР, гор. Москва | 12.07.1957      | [ ГС 58 ]  |
| 66         | Брунштейн Борис Ильич               | 19.10.1929 — 08.04.1995 | Главный зоотехник совхоза «Кустанайский» Комсомольского района Кустанайской области | 22.03.1966      | [ ГС 59 ]  |
| 67         | Брухаль Пётр Мартынович             | 12.09.1930 — 27.04.1986 | Бригадир горнорабочих очистного забоя шахты № 17—17-бис комбината «Донецкуголь» Министерства угольной промышленности Украинской ССР, Донецкая область | 30.03.1971      | [ ГС 60 ]  |
| 68         | Брухтий Афанасий Деомидович         | 1906 — 02.1991          | Председатель колхоза «Октябрь» Мирзачульского района Ташкентской области | 11.01.1957      | [ ГС 61 ]  |
| 69         | Брызга Лидия Дмитриевна             | 06.05.1943 — 14.05.2014 | Оператор машинного доения колхоза имени Жданова Брестского района Брестской области | 16.03.1981      | [ ГС 62 ]  |
| 70         | Брызгалин Сергей Николаевич         | 1917 — 11.04.1977       | Директор совхоза «1 Мая» Масаллинского района Азербайджанской ССР | 30.04.1966      | [ ГС 63 ]  |
| 71         | Брызгалова Варвара Степановна       | 18.12.1929 — 30.12.2020 | Свинарка совхоза «Талдом» Талдомского района Московской области | 22.03.1966      | [ ГС 64 ]  |
| 72         | Брызгалова Мария Ивановна           | род. 08.03.1936         | Доярка племенного завода «Борская ферма» Борского района Горьковской области | 08.04.1971      | [ ГС 65 ]  |
| 73         | Брызгунов Николай Егорович          | 26.09.1937 — 03.04.2022 | Кузнец Волгоградского тракторного завода имени Ф. Э. Дзержинского Волгоградского тракторостроительного производственного объединения Министерства тракторного и сельскохозяйственного машиностроения СССР                                                                     | 07.06.1977      | [ ГС 66 ]  |
| 74         | Брык Иван Иосифович                 | 1909 — 28.04.1987       | Комбайнёр Выселковской МТС Краснодарского края | 20.05.1952      |            |
| 75         | Брыка Елена Антоновна               | 17.03.1914 — 20.09.1980 | Звеньевая колхоза имени Хрущёва Ярмолинецкого района Каменец-Подольской области | 16.02.1948      | [ ГС 67 ]  |
| 76         | Брыкалов Владимир Григорьевич       | 18.05.1926 — 27.08.2010 | Генеральный директор Шуйского производственного ткацко-отделочного объединения Министерства текстильной промышленности РСФСР, Ивановская область | 23.05.1986      | [ ГС 68 ]  |
| 77         | Брыкалов Никодим Васильевич         | 25.10.1911 — 30.03.1961 | Начальник Ясиноватского отделения Донецкой железной дороги, Сталинская область | 01.08.1959      | [ ГС 69 ]  |
| 78         | Брыкин Александр Иванович           | 16.08.1920 — 30.04.2021 | Директор Новосибирского завода полупроводниковых приборов Министерства электронной промышленности СССР | 12.08.1975      | [ ГС 70 ]  |
| 79         | Брылёв Трофим Дементьевич           | 1908—1988               | Старший чабан колхоза имени Ленина Мухоршибирского аймака Бурятской АССР | 03.07.1959      | [ ГС 71 ]  |
| 80         | Брынцев Семён Логвинович            | 1922 — 01.2009          | Звеньевой механизированного звена Льговской опытно-селекционной станции, Курская область | 08.04.1971      | [ ГС 72 ]  |
| 81         | Брюк Андрей Фёдорович               | 15.10.1905 — 17.03.1984 | Мастер трубопрокатного цеха Нижнеднепровского трубопрокатного завода имени К. Либкнехта Днепропетровского совнархоза | 19.07.1958      | [ ГС 73 ]  |
| 82         | Брюханов Анастасий Степанович       | 05.10.1928 — 06.02.1993 | Бригадир комплексной бригады управления «Жилстрой» треста № 54 «Кольстрой», Мурманская область | 11.08.1966      | [ ГС 74 ]  |
| 83         | Брюханов Дмитрий Михайлович         | 08.11.1924 — 22.03.1989 | Бригадир полеводческой бригады племенного молочного совхоза «Омский» Министерства совхозов СССР, Омский район Омской области | 12.11.1951      | [ ГС 75 ]  |
| 84         | Брюханов Иосиф Филаретович          | 1893—1974               | Старший чабан овцеводческого совхоза «Аскизский» Министерства совхозов СССР, Аскизский район Хакасской автономной области | 16.07.1949      | [ ГС 76 ]  |
| 85         | Брюханов Николай Ильич              | 19.12.1934 — 13.02.2003 | Бригадир монтажников Автозаводского строительно-монтажного управления домостроительного комбината № 1 Министерства строительства СССР, гор. Горький | 04.03.1976      | [ ГС 77 ]  |
| 86         | Брюханова Мария Ефимовна            | 1920—1982               | Доярка племенного завода «Омский» Омского района Омской области | 22.03.1966      | [ ГС 78 ]  |
| 87         | Брюховецкий Иван Яковлевич          | 27.02.1932 — 12.09.2012 | Звеньевой механизированного звена колхоза «Искра» Чигиринского района Черкасской области | 08.04.1971      | [ ГС 79 ]  |
| 88         | Брянцев Василий Максимович          | 15.06.1937 — 30.11.2011 | Старший вальцовщик Северского трубного завода имени Ф. А. Меркулова Министерства чёрной металлургии СССР, Свердловская область | 30.03.1971      | [ ГС 80 ]  |
| 89         | Бтемиров Иван Хасакоевич            | 1909 — 27.12.1990       | Секретарь Коста-Хетагуровского райкома ВКП(б), Северо-Осетинская АССР | 09.03.1948      | [ ГС 81 ]  |
| 90         | Буашев Кумиспек                     | 1904 — 18.08.1986       | Старший чабан колхоза «Энергия» Саркандского района Алма-Атинской области | 22.03.1966      | [ ГС 82 ]  |
| 91         | Бубеев Радна Сагалаевич             | 15.03.1905 — 07.04.1994 | Председатель колхоза имени Кирова Баргузинского аймака Бурят-Монгольской АССР | 29.03.1948      | [ ГС 83 ]  |
| 92         | Бубеев Цыдып Шагжанович             | 1912—1970               | Бригадир тракторной бригады Баргузинской МТС Бурят-Монгольской АССР | 29.03.1948      | [ ГС 84 ]  |
| 93         | Бублей Михаил Николаевич            | род. 13.08.1934         | Бригадир рабочих Киевского мясокомбината Министерства мясной и молочной промышленности Украинской ССР | 16.01.1974      |            |
| 94         | Бублик Надежда Степановна           | род. 1930               | Доярка колхоза имени Калинина Новоодесского района Николаевской области | 24.12.1976      |            |
| 95         | Бублис Антанас Антано               | род. 1932               | Заведующий фермой крупного рогатого скота колхоза «Кунигишкяй» Пренайского района Литовской ССР | 08.04.1971      |            |
| 96         | Бубнов Анатолий Яковлевич           | род. 1926               | Начальник участка шахтоуправления имени Феликса Кона треста «Куйбышевуголь» комбината «Донецкуголь» Министерства угольной промышленности Украинской ССР, Донецкая область | 29.06.1966      |            |
| 97         | Бубнов Виктор Иванович              | 12.07.1924 — 16.07.1991 | Слесарь Саранского электролампового завода Министерства электротехнической промышленности СССР, Мордовская АССР | 20.04.1971      | [ ГС 85 ]  |
| 98         | Бубнов Леонид Кузьмич               | 1908 — ????             | Сталевар мартеновского цеха Сталинского металлургического завода имени Сталина Сталинского совнархоза | 19.07.1958      | [ ГС 86 ]  |
| 99         | Бубнов Сергей Васильевич            | 03.09.1908 — 13.04.1970 | Машинист паровозного депо Нижний Тагил Свердловской железной дороги, Свердловская область | 01.08.1959      | [ ГС 87 ]  |
| 100        | Бубновский Никита Дмитриевич        | 14.09.1907 — 09.10.1997 | Бывший секретарь Шполянского районного комитета Компартии (большевиков) Украины, Киевская область | 30.04.1951      | [ ГС 88 ]  |
| 101        | Бубчиков Иван Иосифович             | 30.01.1885 — 16.04.1947 | Начальник укладочного поезда строительства № 2 | 05.11.1943      | [ ГС 89 ]  |
| 102        | Бувабеков Юсуп                      | 1900 — ????             | Колхозник колхоза имени Сталина Андижанского района Андижанской области | 13.06.1950      | [ ГС 90 ]  |
| 103        | Буванова Александра Александровна   | 27.05.1924 — 27.05.2017 | Главный врач родильного дома № 1, гор. Чимкент | 04.02.1969      | [ ГС 91 ]  |
| 104        | Бувашев Санчур Санджиевич           | 01.04.1930 — 30.03.2000 | Старший чабан совхоза «Крепь» Калачёвского района Волгоградской области | 22.03.1966      | [ ГС 92 ]  |
| 105        | Буга Вера Петровна                  | 18.02.1935 — 31.12.2019 | Бригадир арматурщиков Кишинёвского завода железобетонных изделий и крупнопанельного домостроения № 4 треста «Стройиндустрия» Министерства промышленности строительных материалов Молдавской ССР                                                                               | 19.03.1981      | [ ГС 93 ]  |
| 106        | Бугаев Никита Евдокимович           | 1899 — ????             | Звеньевой виноградарского совхоза «Шабо» Министерства пищевой промышленности СССР, Лиманский район Измаильской области | 26.09.1950      |            |
| 107        | Бугаева Екатерина Антоновна         | 31.12.1913 — 04.12.1995 | Звеньевая колхоза имени Кирова Верхне-Хортицкого района Запорожской области | 16.02.1948      | [ ГС 94 ]  |
| 108        | Бугаенко Дмитрий Никитович          | 09.11.1930 — 21.02.2011 | Тракторист колхоза имени XX партсъезда Азовского района Ростовской области | 07.12.1973      | [ ГС 95 ]  |
| 108.000001 | Бугаец Марина Кузьминична           | 31.07.1926 — 21.08.2012 | Звеньевая семеноводческого совхоза имени 9 Января Министерства совхозов СССР, Хорольский район Полтавской области | 06.04.1949      |            |
| 109        | Бугай Василий Антонович             | род. 10.08.1921         | Бригадир рабочих шкуропосолочного отделения Донецкого мясокомбината Министерства мясной и молочной промышленности Украинской ССР | 14.06.1966      |            |
| 110        | Бугаков Юрий Фёдорович              | 25.01.1938 — 30.12.2020 | Председатель колхоза «Большевик» Ордынского района Новосибирской области | 02.10.1987      | [ ГС 96 ]  |
| 111        | Бугара Афанасий Илларионович        | 1911 — ????             | Старший зоотехник свиноводческого совхоза «Забойщик» Министерства совхозов СССР, Лисичанский район Ворошиловградской области | 22.10.1949      | [ ГС 97 ]  |
| 112        | Бугорков Иннокентий Кузьмич         | 1922 — 28.06.1987       | Бригадир полеводческой бригады колхоза «Красный маяк» Минусинского района Красноярского края | 10.04.1948      | [ ГС 98 ]  |
| 113        | Бугрий Иван Васильевич              | род. 21.01.1921         | Бригадир комплексной бригады колхоза имени Петровского Великолепетихского района Херсонской области | 08.12.1973      |            |
| 114        | Бугримова-Буслаева Ирина Николаевна | 13.03.1910 — 20.02.2001 | Дрессировщик, народная артистка СССР, гор. Москва | 20.12.1979      | [ ГС 99 ]  |
| 115        | Бугро Трофим Ермилович              | 1901 — 1991             | Председатель колхоза «Прогресс» Добринского района Воронежской области | 07.05.1948      | [ ГС 100 ] |
| 116        | Бугров Николай Иванович             | 08.09.1933 — 04.12.2020 | Фрезеровщик Томского приборного завода Министерства общего машиностроения СССР | 26.04.1971      | [ ГС 101 ] |
| 117        | Будай Ядвига Иосифовна              | 15.05.1922 — 18.05.1995 | Доярка колхоза «Советская Белоруссия» Минского района Минской области | 18.01.1958      | [ ГС 102 ] |
| 118        | Буданин Павел Иванович              | 03.11.1930 — 04.03.1998 | Бригадир полеводческой бригады колхоза «Авангард» Чкаловского района Горьковской области | 08.04.1971      | [ ГС 103 ] |
| 118.000002 | Буданова Мария Тимофеевна           | род. 01.01.1921         | Звеньевая колхоза имени Чапаева Молотовабадского района Сталинабадской области | 01.03.1948      |            |
| 119        | Будеев Дмитрий Иванович             | 06.12.1918 — ????       | Бригадир тракторной бригады Меркенской МТС, Джамбулская область | 28.03.1948      | [ ГС 104 ] |
| 120        | Будеев Касым                        | 13.01.1900 — 20.08.1977 | Звеньевой совхоза имени XXI партсъезда Сырдарьинского района Кзыл-Ординской области | 23.06.1966      | [ ГС 105 ] |
| 121        | Будеркин Пётр Васильевич            | 07.04.1924 — 22.11.2004 | Директор Омского шинного завода Министерства нефтеперерабатывающей и нефтехимической промышленности СССР | 29.04.1976      | [ ГС 106 ] |
| 122        | Буджиашвили Сико Алексеевич         | 1912 — ????             | Председатель колхоза имени Сталина Кварельского района Грузинской ССР | 21.02.1948      | [ ГС 107 ] |
| 123        | Будилов Иван Александрович          | 05.12.1926 — 17.07.2014 | Слесарь-наладчик Красноярского химического комбината «Енисей» Министерства машиностроения СССР | 26.04.1971      | [ ГС 108 ] |
| 124        | Буднев Николай Макарович            | 02.03.1931 — 11.03.1991 | Дежурный по горке станции Челябинск Южно-Уральской железной дороги, Челябинская область | 01.08.1959      | [ ГС 109 ] |
| 125        | Будник Анна Ивановна                | 20.10.1922 — 06.12.2010 | Звеньевая колхоза «Большевик» Петриковского района Полесской области | 31.05.1952      | [ ГС 110 ] |
| 126        | Будник Василий Сергеевич            | 24.06.1913 — 08.03.2007 | Заместитель главного конструктора ОКБ-586 Государственного комитета Совета Министров СССР по оборонной технике, гор. Днепропетровск | 26.06.1959      | [ ГС 111 ] |
| 127        | Будник Иван Максимович              | род. 26.01.1925         | Бригадир опалубщиков-монтажников Кременчуггэсстроя Министерства строительства электростанций СССР, Кировоградская область | 04.11.1961      |            |
| 128        | Будников Пётр Петрович              | 21.10.1885 — 16.12.1968 | Заведующий кафедрой Московского химико-технологического института имени Д. И. Менделеева, член-корреспондент Академии наук СССР | 23.10.1965      | [ ГС 112 ] |
| 129        | Будницкий Лев Давыдович             | 12.07.1915 — 10.08.2001 | Директор Томского завода режущих инструментов Министерства станкостроительной и инструментальной промышленности СССР | 10.07.1985      | [ ГС 113 ] |
| 130        | Будный Владимир Миркиянович         | род. 1942               | Водитель автомобиля механизированной колонны № 116 треста «Бамстроймеханизация» Министерства транспортного строительства СССР, Амурская область | 25.10.1984      | [ ГС 114 ] |
| 131        | Буднюк Николай Алексеевич           | 02.02.1921 — 05.05.1972 | Председатель колхоза «Большевик» Аркадакского района Саратовской области | 20.11.1958      | [ ГС 115 ] |
| 132        | Будняк Владимир Никитович           | 14.05.1915 — 1998       | Директор совхоза «Красноармеец» Белокуракинского района Луганской области | 23.06.1966      | [ ГС 116 ] |
| 133        | Будяк Анна Степановна               | 24.08.1911 — ????       | Звеньевая виноградарского совхоза имени Молотова Министерства пищевой промышленности СССР, Анапский район Краснодарского края | 26.09.1950      | [ ГС 117 ] |
| 134        | Будянский Илья Авдеевич             | 19.12.1913 — ????       | Первый секретарь Золочевского райкома Компартии Украины, Харьковская область | 26.02.1958      | [ ГС 118 ] |
| 135        | Буженица Иван Васильевич            | 24.02.1932 — 13.05.1983 | Комбайнёр совхоза «Коммунист» Черлакского района Омской области | 13.12.1972      | [ ГС 119 ] |
| 136        | Бужинский Анатолий Ануфриевич       | 20.07.1932 — 11.02.2023 | Пекарь-мастер хлебозавода № 2 Минского городского хлебопекарного промышленного объединения Министерства пищевой промышленности Белорусской ССР | 17.01.1974      | [ ГС 120 ] |
| 137        | Бужор Георгий Иванович              | род. 1935               | Звеньевой колхоза имени Жданова Фалештского района Молдавской ССР | 30.04.1966      |            |
| 138        | Бузницкий Александр Григорьевич     | 16.01.1911 — 16.01.1974 | Председатель колхоза имени Жданова Старченковского района Киевской области | 26.02.1958      | [ ГС 121 ] |
| 138.000003 | Бузон Анна Афанасьевна              | 14.07.1922 — ????       | Звеньевая колхоза имени Будённого Березовского района Одесской области | 21.03.1949      | [ ГС 122 ] |
| 139        | Бузуян Константин Георгиевич        | 07.05.1911 — ????       | Бригадир горнопроходческой бригады шахтостроительного управления № 8 комбината «Ростовшахтострой» Министерства строительства предприятий тяжёлой индустрии СССР, Ростовская область                                                                                           | 05.04.1971      | [ ГС 123 ] |
| 140        | Бузынный Василий Захарович          | 09.02.1924 — 16.07.1995 | Карусельщик Завода транспортного машиностроения имени Октябрьской революции Министерства оборонной промышленности СССР, гор. Омск | 16.01.1974      | [ ГС 124 ] |
| 141        | Буйволова Екатерина Дмитриевна      | 01.05.1924 — 07.01.1993 | Бригадир комплексной бригады строительно-монтажного треста «Востоктяжстрой» Министерства промышленного строительства СССР, Иркутская область | 05.04.1971      | [ ГС 125 ] |
| 142        | Буйраев Сангимурад                  | 1923 — ????             | Бригадир колхоза «Янги Усуль» Сталинабадского района Сталинабадской области | 01.03.1948      |            |
| 143        | Букасов Сергей Михайлович           | 25.09.1891 — 17.07.1983 | Заведующий отделом Всесоюзного научно-исследовательского института растениеводства имени Н. И. Вавилова, академик Всесоюзной академии сельскохозяйственных наук имени В. И. Ленина, гор. Ленинград                                                                            | 27.10.1971      | [ ГС 126 ] |
| 144        | Букатая Надежда Ивановна            | 03.05.1918 — 03.09.1977 | Свинарка колхоза «Родина» Копыльского района Минской области | 18.01.1958      | [ ГС 127 ] |
| 145        | Букатин Юрий Васильевич             | 04.11.1930 — 15.07.2005 | Директор совхоза «Урал» Кизильского района Челябинской области | 23.12.1976      | [ ГС 128 ] |
| 146        | Букварёва Матрёна Амвросимовна      | 10.07.1911 — 04.09.1992 | Звеньевая зернового совхоза «Приазовский» Министерства совхозов СССР, Приморско-Ахтарский район Краснодарского края | 11.02.1949      | [ ГС 129 ] |
| 147        | Букин Михаил Афанасьевич            | 22.11.1913 — 26.11.1986 | Директор совхоза «Большевик» Борисовского района Белгородской области | 31.12.1965      | [ ГС 130 ] |
| 148        | Букин Сергей Григорьевич            | 29.06.1918 — 21.05.1998 | Бригадир монтажников Куйбышевского монтажного управления треста «Металлургпрокатмонтаж» Министерства строительства РСФСР | 17.10.1960      | [ ГС 131 ] |
| 149        | Буков Емилиан Нестерович            | 08.08.1909 — 17.10.1984 | Писатель и поэт, народный писатель Молдавской ССР, гор. Кишинёв | 08.08.1979      | [ ГС 132 ] |
| 150        | Буков Иван Яковлевич                | 05.05.1925 — 14.07.2014 | Машинист тепловозного депо Верхний Баскунчак Приволжской железной дороги, Астраханская область | 01.08.1959      | [ ГС 133 ] |
| 151        | Буковцев Егор Петрович              | 1918 — ????             | Старший конвертерщик Норильского горно-металлургического комбината имени А. П. Завенягина Министерства цветной металлургии СССР, Красноярский край | 04.12.1965      | [ ГС 134 ] |
| 152        | Букотина Анна Харитоновна           | 16.02.1910 — 23.02.1998 | Доярка колхоза имени Тельмана Раменского района Московской области | 07.04.1949      | [ ГС 135 ] |
| 153        | Букшта Николай Васильевич           | 05.07.1931 — 15.07.1994 | Тракторист колхоза «Большевик» Ивацевичского района Брестской области | 30.04.1966      | [ ГС 136 ] |
| 154        | Булавин Михаил Михайлович           | 1928—1994               | Старший чабан колхоза-племзавода «Колос» Петровского района Ставропольского края | 22.06.1983      | [ ГС 137 ] |
| 154.000004 | Буланая Валентина Филипповна        | 20.10.1929 — 09.07.2006 | Свинарка колхоза «Коммунист» Ямпольского района Сумской области | 08.04.1971      | [ ГС 138 ] |
| 155        | Булат Илья Михайлович               | род. 1933               | Бригадир колхоза «Молдова» Оргеевского района Молдавской ССР | 30.04.1966      | [ ГС 139 ] |
| 156        | Булат Нина Ивановна                 | 14.01.1924 — 08.08.2014 | Машинист крана доменного цеха Орско-Халиловского металлургического комбината Оренбургского совнархоза | 07.03.1960      | [ ГС 140 ] |
| 157        | Булаткин Павел Петрович             | 18.09.1937 — 21.02.2007 | Снаряжальщик Электростальского химико-механического завода имени Н. Д. Зелинского Министерства химической промышленности СССР, Московская область | 06.04.1981      | [ ГС 141 ] |
| 158        | Булатов Алмас Харисович             | 02.05.1931 — 11.09.2012 | Комбайнёр колхоза «Тырыш» Азнакаевского района Татарской АССР | 08.04.1971      | [ ГС 142 ] |
| 159        | Булахов Денис Григорьевич           | 06.12.1905 — 02.05.1985 | Бригадир каменщиков управления начальника работ № 11 строительного треста № 4 Министерства строительства Белорусской ССР, гор. Минск | 09.08.1958      | [ ГС 143 ] |
| 160        | Булахова Анастасия Фёдоровна        | 01.02.1925 — 02.04.2024 | Старший машинист энергоблока Верхнетагильской ГРЭС Свердловэнерго Министерства энергетики и электрификации СССР, Свердловская область | 04.10.1966      | [ ГС 144 ] |
| 161        | Булашёв Дмитрий Фролович            | 09.11.1915 — 14.12.1973 | Машинист турбинного цеха Иркутской ТЭЦ № 1 Иркутскэнерго Министерства энергетики и электрификации СССР, Иркутская область | 04.10.1966      | [ ГС 145 ] |
| 162        | Булгак Анатолий Яковлевич           | 09.09.1937 — 04.03.1997 | Комбайнёр совхоза «Большевик» Кокпектинского района Семипалатинской области | 19.04.1967      | [ ГС 146 ] |
| 163        | Булгаков Николай Сергеевич          | род. 01.06.1928         | Бригадир каменщиков Нижнеломовской межколхозной строительной организации, Пензенская область | 08.04.1971      | [ ГС 147 ] |
| 164        | Булгаков Ришад Тимиргалиевич        | 06.06.1931 — 23.02.1989 | Главный инженер производственного объединения «Татнефть» Министерства нефтяной промышленности СССР, Татарская АССР | 11.03.1976      | [ ГС 148 ] |
| 165        | Булгаков Станислав Сергеевич        | род. 18.02.1940         | Главный инженер Воронежского завода полупроводниковых приборов Министерства электронной промышленности СССР | 17.09.1984      | [ ГС 149 ] |
| 166        | Булганин Николай Александрович      | 11.06.1899 — 21.02.1975 | Председатель Совета Министров СССР, член Президиума ЦК КПСС, гор. Москва | 10.06.1955      | [ ГС 150 ] |
| 167        | Булгаров Илья Иванович              | 07.06.1911 — 09.08.1992 | Агроном совхоза имени Суворова Болградского района Одесской области | 30.04.1966      | [ ГС 151 ] |
| 168        | Булискерия Валериан Константинович  | 1909 — ????             | Звеньевой колхоза «Советская Абхазия» Гальского района Абхазской АССР | 21.02.1948      | [ ГС 152 ] |
| 169        | Булискерия Жити Несторовна          | 1928 — ????             | Колхозница колхоза имени Ленина Окумского сельсовета Гальского района Абхазской АССР | 29.08.1949      | [ ГС 153 ] |
| 170        | Булискерия Имена Бадраевна          | род. 1928               | Колхозница колхоза имени Ленина Окумского сельсовета Гальского района Абхазской АССР | 29.08.1949      | [ ГС 154 ] |
| 171        | Булискерия Калистрат Бадраевич      | 1915 — 03.07.1967       | Бригадир колхоза имени Ленина Окумского сельсовета Гальского района Абхазской АССР | 29.08.1949      | [ ГС 155 ] |
| 172        | Булискерия Лаисо Герасимовна        | 1918 — ????             | Звеньевая колхоза имени Ленина Окумского сельсовета Гальского района Абхазской АССР | 29.08.1949      | [ ГС 156 ] |
| 173        | Булискерия Люба Сикоевна            | 1914 — 11.04.1987       | Колхозница колхоза имени Ленина Окумского сельсовета Гальского района Абхазской АССР | 29.08.1949      | [ ГС 157 ] |
| 174        | Булова Валентина Павловна           | 23.03.1941 — 18.05.2005 | Прядильщица Барановичского производственного хлопчатобумажного объединения имени Ленинского Комсомола Белоруссии Министерства лёгкой промышленности Белорусской ССР, Брестская область                                                                                        | 02.07.1984      | [ ГС 158 ] |
| 175        | Булс Ян Савельевич                  | 06.03.1927 — 01.10.1981 | Бригадир полеводческой бригады колхоза «Эзерциемс» Рижского района Латвийской ССР | 30.04.1966      | [ ГС 159 ] |
| 176        | Булубика Георгий Петрович           | род. 10.10.1933         | Бригадир колхоза «Бируинца» Унгенского района Молдавской ССР | 10.03.1976      | [ ГС 160 ] |
| 177        | Булушев Семён Фёдорович             | 18.04.1912 — 24.11.1993 | Заместитель директора по научной части Государственного института прикладной химии Министерства химической промышленности СССР, гор. Ленинград | 28.05.1966      | [ ГС 161 ] |
| 178        | Булынин Иван Анисимович             | 10.01.1925 — 10.12.2020 | Токарь Алма-Атинского машиностроительного завода имени С. М. Кирова Министерства судостроительной промышленности СССР | 29.03.1976      | [ ГС 162 ] |
| 179        | Булычев Анатолий Егорович           | 1931 — ????             | Комбайнёр совхоза «Маканчинский» Урджарского района Семипалатинской области | 19.04.1967      | [ ГС 163 ] |
| 180        | Булычева Евдокия Трофимовна         | 13.04.1918 — 03.03.1980 | Звеньевая Земетчинского свеклосовхоза Министерства пищевой промышленности СССР, Земетчинский район Пензенской области | 18.05.1948      | [ ГС 164 ] |
| 181        | Бульбаха Николай Степанович         | 25.10.1927 — 25.09.2004 | Машинист погрузчика производственного объединения «Кашкинсклес» Министерства лесной, целлюлозно-бумажной и деревообрабатывающей промышленности СССР, Шалинский район Свердловской области                                                                                     | 19.03.1981      | [ ГС 165 ] |

| Навигационная таблица | Навигационная таблица   |
| --------------------- | ----------------------- |
| «Б»                   | Баба-Заде — Базилевский |
| «Б»                   | Баиров — Банцер         |
| «Б»                   | Барабанов — Баянов      |
| «Б»                   | Бгажноков — Бенидзе     |
| «Б»                   | Берг — Блюнская         |
| «Б»                   | Бобенко — Болюнова      |
| «Б»                   | Бондарев — Бояршинова   |
| «Б»                   | Брагазин — Бульбаха     |
| «Б»                   | Буматов — Бяшимова      |